# Carrarese Calcio 1908 2025-2026
Questa voce raccoglie le informazioni riguardanti la Carrarese Calcio 1908 nelle competizioni ufficiali della stagione 2025-2026.

## Risultati

### Serie B

#### Girone di andata
| La Spezia agosto 2025, ore CEST 1ª giornata | Spezia | – | Carrarese |  |